# 14
| [ Edytuj tabelę ] |                                                  |
| Król Armenii      | - 12 Wonones I 15                                |
| Cesarz Chin       | - 9 Wang Mang 23                                 |
| Król Kapadocji    | - 36 p.n.e. Archelaos 17                         |
| Król Kommageny    | - 12 p.n.e. Antioch Filokajsar 17                |
| Władca Korei      | - 19 p.n.e. Yuri 18                              |
| Król Mauretanii   | - 25 p.n.e. Juba II 23                           |
| Król Nabatei      | - 9 p.n.e. Aretas IV 40                          |
| Król Partów       | - 8 Artabanus II 40                              |
| Cesarz Rzymu      | - 27 p.n.e. Oktawian August 14 - 14 Tyberiusz 37 |
| Król Tracji       | - 12 Reskuporis III 19                           |

Rok 14 / XIV
stulecia: I wiek p.n.e. ~
I wiek ~
II wiek

lata: 4 «
9 «
10 «
11 «
12 «
13 «
14
» 15
» 16
» 17
» 18
» 19
» 24

## Wydarzenia
- 18 maja – cesarz Oktawian August wysłał Kaligulę do jego ojca Germanika przebywającego w Galii lub Germanii.
- Wybudowanie akweduktu Pont du Gard w pobliżu Nîmes (data sporna lub przybliżona).
- Początek panowania Tyberiusza.
- Sejan został mianowany prefektem pretorianów.
- Bunt legionów w Panonii i Germanii.
- Germanik wyruszył do Germanii.
- Powstanie Czerwonych Brwi, powstanie chłopskie.

## Zmarli
- 19 sierpnia – Oktawian August, pierwszy cesarz rzymski.
- Julia, córka cesarza Augusta i Scribonii.
- Agrypa Postumus, syn Marka Agrypy i Julii, córki Augusta.